# هانس ليو هاسلر
هانس ليو هاسلر (بالألمانية: Hans Leo Haßler)‏ (و. 1564 – 1612 م) هو ملحن ألماني، ولد في نورنبرغ، توفي في فرانكفورت، عن عمر يناهز 48 عاماً، بسبب سل.

## روابط خارجية
- هانس ليو هاسلر على موقع الموسوعة البريطانية (الإنجليزية)
- هانس ليو هاسلر على موقع ميوزك برينز (الإنجليزية)
- هانس ليو هاسلر على موقع أول ميوزيك (الإنجليزية)
- هانس ليو هاسلر على موقع ديسكوغز (الإنجليزية)